# Sunfoil Series 2012/13
Die Sunfoil Series 2012/13 war die 84. Saison des vormals als Currie Cup bekannten nationalen First-Class-Cricket-Wettbewerbes in Südafrika und wurde vom 20. September 2012 bis zum 7. Februar 2013 ausgetragen. Gewinner waren die Cape Cobras, die somit ihren dritten First-Class Titel gewannen.

## Format
Die Mannschaften spielten in einer Division gegen jede andere jeweils zwei Spiele. Für einen Sieg erhielt ein Team zunächst 10 Punkte, für ein Unentschieden (beide Mannschaften erzielen die gleiche Anzahl an Runs) 6 Punkte. Sollte kein Ergebnis erreicht werden und das Spiel in einem Remis enden, bekommen beide Mannschaften 0 Punkte, wenn das Spiel abgesagt wird, 5 Punkte. Zusätzlich besteht die Möglichkeit, in den ersten 100 Over des ersten Innings Bonuspunkte zu sammeln. Dabei werden für die ersten 150 Runs ein Punkt und für jeden weiteren Run 0,02 Punkte vergeben, jeweils 1 Bowling Bonus Punkte gibt es für das Erreichen des 3, 5, 7, 9 Wickets. Im Falle einer Reduktion der Spieldauer auf einen Tag werden keine Bonuspunkte vergeben. Des Weiteren ist es möglich, dass Mannschaften Punkte abgezogen bekommen, wenn sie beispielsweise zu langsam spielen oder der Platz nicht ordnungsgemäß hergerichtet ist. Am Ende der Saison ist der Sieger der Division der Gewinner der Meisterschaft.

## Resultate

### Tabelle
Die Tabelle der Saison nahm Ende die nachfolgende Gestalt an. Alle Punktabzüge erfolgten auf Grund von zu langsamer Spielweise.
| Teams          | Sp. | S | N | U | R | A | Bat   | Bwl | Ded | Punkte |
| -------------- | --- | - | - | - | - | - | ----- | --- | --- | ------ |
| Cape Cobras    | 10  | 6 | 2 | 0 | 1 | 1 | 31.32 | 35  | 0   | 131.32 |
| Highveld Lions | 10  | 5 | 2 | 0 | 3 | 0 | 30.74 | 36  | 0   | 116.74 |
| Dolphins       | 10  | 4 | 3 | 0 | 2 | 1 | 29.56 | 31  | 0   | 105.56 |
| Warriors       | 10  | 4 | 4 | 0 | 1 | 1 | 19    | 36  | 0   | 100    |
| Knights        | 10  | 2 | 2 | 0 | 3 | 3 | 29.16 | 24  | 0   | 88.16  |
| Titans         | 10  | 0 | 8 | 0 | 2 | 0 | 22.68 | 30  | 3   | 49.68  |

Sieg: 10 Punkte; Remis: 0 Punkte

### Spiele
| 20. – 23. September Scorecard | Kimberley | Knights 455 (114) & 246 (88.5) | – | Titans 300 (94.4) & 159-4 (46) |
|                               |           | Remis                          |   |                                |

| 20. – 23. September Scorecard | Potchefstroom | Cape Cobras 543 (155.4) & 7-0 (2.2) | – | Highveld Lions 210 (71) & 339 (105.4) (f/o) |
|                               |               | Cape Cobras gewinnt mit 10 Wickets  |   |                                             |

| 27. – 30. September Scorecard | Paarl | Cape Cobras     | – | Knights |
|                               |       | Match abandoned |   |         |

| 27. – 30. September Scorecard | Johannesburg | Highveld Lions 265 (80.2) & 238 (66.5) | – | Dolphins 263 (69.4) & 187 (62.3) |
|                               |              | Lions gewinnt mit 53 Runs              |   |                                  |

| 27. – 30. September Scorecard | Port Elizabeth | Warriors 276 (91) & 353-5d (100.3) | – | Titans 216 (54.4) & 252 (73) |
|                               |                | Warriors gewinnt mit 161 Runs      |   |                              |

| 4. – 7. Oktober Scorecard | East London | Dolphins 296 (89) & 220 (73.1) | – | Warriors 154 (51.5) & 205-7 (82.3) |
|                           |             | Remis                          |   |                                    |

| 11. – 14. Oktober Scorecard | Pietermaritzburg | Dolphins        | – | Knights |
|                             |                  | Match abandoned |   |         |

| 11. – 14. Oktober Scorecard | Paarl | Cape Cobras 262 (89) & 297-8d (106.1) | – | Warriors 266 (94.5) & 275 (80) |
|                             |       | Cape Cobras gewinnt mit 18 Runs       |   |                                |

| 18. – 21. Oktober Scorecard | Pietermaritzburg | Dolphins 310 (108.3) | – | Cape Cobras 66-0 (18.2) |
|                             |                  | Remis                |   |                         |

| 21. – 24. Oktober Scorecard | East London | Warriors        | – | Knights |
|                             |             | Match abandoned |   |         |

| 20. – 22. Dezember Scorecard | Kapstadt | Titans 192 (56) & 301 (85.2)       | – | Cape Cobras 476-8d (124) & 21-0 (4.2) |
|                              |          | Cape Cobras gewinnt mit 10 Wickets |   |                                       |

| 20. – 22. Dezember Scorecard | Johannesburg | Highveld Lions 315 (95) & 59 (31.4) | – | Warriors 235 (52.3) & 140-0 (33.5) |
|                              |              | Warriors gewinnt mit 10 Wickets     |   |                                    |

| 20. – 23. Dezember Scorecard | Bloemfontein | Dolphins 221 (63) & 391 (141.4) | – | Knights 498 (132.1) & 118-2 (29.5) |
|                              |              | Knights gewinnt mit 8 Wickets   |   |                                    |

| 27. – 28. Dezember Scorecard | East London | Warriors 107 (33.4) & 84 (16.3)                   | – | Cape Cobras 241 (62.3) |
|                              |             | Cape Cobras gewinnt mit einem Innings und 50 Runs |   |                        |

| 27. – 29. Dezember Scorecard | Durban | Dolphins 548-6d (145.5)                         | – | Titans 167 (48) & 134 (41.4) (f/o) |
|                              |        | Dolphins gewinnt mit einem Innings und 247 Runs |   |                                    |

| 27. – 30. Dezember Scorecard | Potchefstroom | Highveld Lions 348 (98.5) & 313-8d (75.5) | – | Knights 293-9d (93.5) & 187-3 (66) |
|                              |               | Remis                                     |   |                                    |

| 3. – 5. Januar Scorecard | Centurion | Titans 222 (71.3) & 204 (60.2)  | – | Warriors 413 (117.1) & 14-0 (2.3) |
|                          |           | Warriors gewinnt mit 10 Wickets |   |                                   |

| 3. – 6. Januar Scorecard | Durban | Highveld Lions 248 (77.1) & 322-4d (90) | – | Dolphins 155 (63.1) & 163 (66) |
|                          |        | Lions gewinnt mit 252 Runs              |   |                                |

| 10. – 12. Januar Scorecard | Kapstadt | Cape Cobras 224 (61.4) & 169 (50.2) | – | Highveld Lions 270 (92.4) & 125-2 (27.4) |
|                            |          | Lions gewinnt mit 8 Wickets         |   |                                          |

| 10. – 13. Januar Scorecard | Benoni | Titans 335 (107.3) & 181 (70.3) | – | Knights 475 (153.4) & 42-0 (10.2) |
|                            |        | Knights gewinnt mit 10 Wickets  |   |                                   |

| 17. – 19. Januar Scorecard | Kapstadt | Dolphins 174 (58.1) & 214 (77.5) | – | Cape Cobras 206 (54.1) & 167 (44) |
|                            |          | Dolphins gewinnt mit 15 Runs     |   |                                   |

| 17. – 19. Januar Scorecard | Bloemfontein | Knights 268 (71.3) & 106 (32.1) | – | Warriors 281 (95.3) & 94-0 (13.3) |
|                            |              | Warriors gewinnt mit 10 Wickets |   |                                   |

| 17. – 20. Januar Scorecard | Johannesburg | Highveld Lions 303 (85.3) | – | Titans 120 (49.4) & 137-7 (38.5) (f/o) |
|                            |              | Remis                     |   |                                        |

| 24. – 26. Januar Scorecard | Benoni | Titans 195 (46.2) & 187 (48.3) | – | Highveld Lions 202 (60) & 184-4 (47.5) |
|                            |        | Lions gewinnt mit 6 Wickets    |   |                                        |

| 31. Januar – 2. Februar Scorecard | Durban | Warriors 92 (31.2) & 198 (61)  | – | Dolphins 245 (81.4) & 47-1 (12.1) |
|                                   |        | Dolphins gewinnt mit 9 Wickets |   |                                   |

| 31. Januar – 2. Februar Scorecard | Benoni | Titans 194 (62.3) & 195 (74.4)    | – | Cape Cobras 373 (101.5) & 20-1 (4.5) |
|                                   |        | Cape Cobras gewinnt mit 9 Wickets |   |                                      |

| 31. Januar – 3. Februar Scorecard | Kimberley | Knights 348 (100.2) & 257 (84) | – | Highveld Lions 219 (75) & 108-2 (42) |
|                                   |           | Remis                          |   |                                      |

| 7. – 9. Februar Scorecard | Bloemfontein | Knights 191 (68.5) & 227 (43.3)    | – | Cape Cobras 416-6d (105) & 4-0 (1) |
|                           |              | Cape Cobras gewinnt mit 10 Wickets |   |                                    |

| 7. – 9. Februar Scorecard | Centurion | Dolphins 456 (108.4) & 224-5d (65.2) | – | Titans 218 (57.1) & 69 (21) |
|                           |           | Dolphins gewinnt mit 393 Runs        |   |                             |

| 7. – 10. Februar Scorecard | Port Elizabeth | Highveld Lions 157 (71.1) & 367 (105.2) | – | Warriors 135 (55.1) & 264 (65.3) |
|                            |                | Lions gewinnt mit 125 Runs              |   |                                  |